# 22 (sång)
"22" är en sång av den amerikanska sångerskan Taylor Swift från hennes fjärde studioalbum Red. Den skrevs av Swift tillsammans med Max Martin och Shellback, som även producerade. Sången släpptes som albumets fjärde singel den 4 februari 2013. Sången mottog generellt positiva recensioner från musikkritiker, som gav Swift komplimanger för hennes nya sound som skapats genom hennes samarbeten med Martin och Shellback.

## Bakgrund

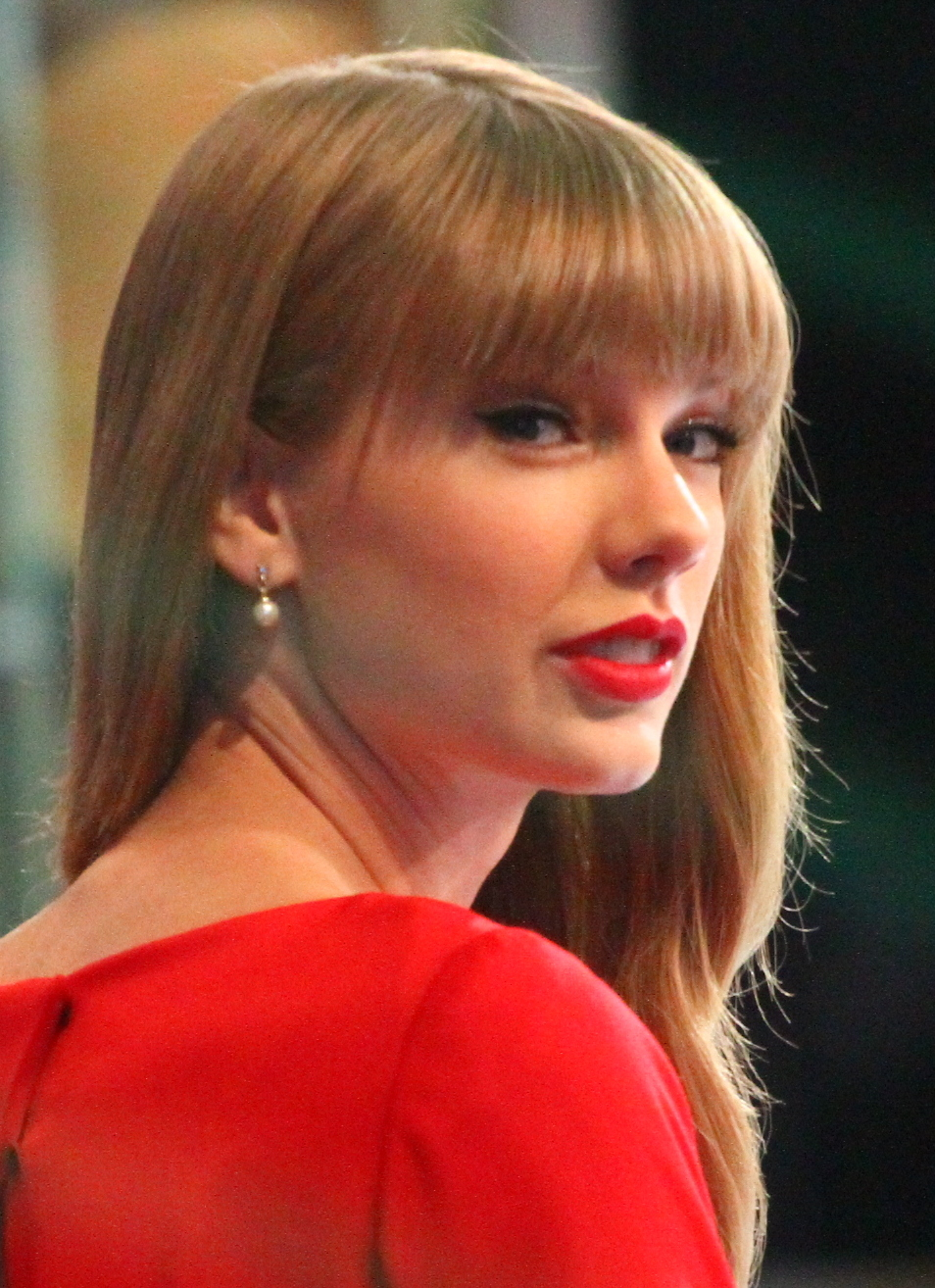
Swift pratade om "22" under sitt framträdande i Good Morning America.

Efter att ha skrivit alla sångerna till tredje studioalbumet Speak Now helt på egen hand, valde Swift att samarbeta med olika låtskrivare och producenter för Red. Således kontaktade hon Max Martin och Shellback, två låtskrivare och producenter vars arbete hon beundrade, för att diskutera ett eventuellt samarbete. Swift berättade för Billboard: "Mitt favoritår var när jag var 22. Du är gammal nog att börja planera ditt liv, men du är ung nog och veta att det finns många obesvarade frågor." Swift, som är en nära vän till Dianna Agron och Selena Gomez, dedicerade "22" till dem.

## Musikvideo
Den officiella musikvideon för "22" filmades i februari 2013 och hade premiär den 13 mars 2013. Anthony Mandler stod för regin. I videon medverkar flera av Swift's vänner i verkliga livet, vilket inkluderar den forna Gossip Girl skådespelerskan Jessica Szohr. Till skillnad från de flesta musikvideorna idag, som är i bildformatet bredbild, så visas den här videon i det traditionella bildformatet 4:3.

## Liveframträdanden
Swift framförde sången live för första gången under sin livechatt den 13 augusti 2012. Hon framför även sången live under sin konsertturné, Red Tour. Den 19 maj 2013 framträdde hon med "22" vid 2013 års upplaga av Billboard Music Awards.

## Topplistor
| Lista (2013)                        | Topplacering |
| ----------------------------------- | ------------ |
| Australien (ARIA)                   | 21           |
| Belgien (Flandern)                  | 3            |
| Frankrike (SNEP)                    | 196          |
| Irland (IRMA)                       | 12           |
| Israel (Media Forest)               | 3            |
| Kanada (Canadian Hot 100)           | 20           |
| Nya Zeeland (RIANZ)                 | 23           |
| Skottland (Official Charts Company) | 9            |
| Slovakien (IFPI)                    | 36           |
| Storbritannien (UK Singles Chart)   | 9            |
| USA (Adult Contemporary)            | 28           |
| USA (Adult Top 40)                  | 10           |
| USA (Billboard Hot 100)             | 20           |
| USA (Billboard Pop Songs)           | 12           |